# Piccarda Donati
Piccarda Donati (Florencia, mediados del siglo XIII-Florencia, fines del siglo XIII) fue una noble y religiosa italiana, amiga personal de Dante, que le hace aparecer en la Divina Comedia como el primer personaje que el autor encuentra en el Paraíso (canto III). 

## Características
Presenta los elementos de fondo de todo el canto, como el orden, la caridad y la gracia de Dios. De hecho, al ser forzada a salir del convento de clarisas en el que había decidido encerrarse para tomar como marido a Cristo, fue obligada por su hermano Corso a casarse con Rossellino della Tosa. Una leyenda cuenta que habría muerto antes de contraer nupcias. 

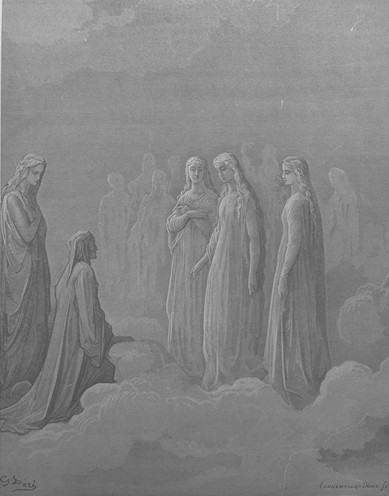
Dante y Beatriz encuentran a Piccarda el cielo de la Luna, Paraíso III, verso 16. Grabado de la serie de Gustave Doré.

A través del personaje Dante recoge importantes noticias sobre las almas beatas. Pese a encontrarse dispuestas en círculos concéntricos según una mayor o menor cercanía a Dios, no tienen sentimientos de envidia ni desean nada más que lo que tienen. Esto se debe a que todo depende de la voluntad de Dios y en ella encuentran la paz. Piccarda también cuenta la historia de Constanza I de Sicilia, madre de Federico II Hohenstaufen, quien según la leyenda fue obligada a renunciar a los votos para casarse con Enrique VI. Dentro de la obra también se relaciona con Francesca da Rimini y Pia de' Tolomei.